# Philip Chapman
Philip Kenyon Chapman (Melbourne, 5 marzo 1935 – 5 aprile 2021) è stato un astronauta statunitense originario dell'Australia.
Primo astronauta statunitense nato in Australia, fu scelto con il sesto gruppo nel 1967. Fu in servizio alla NASA per circa cinque anni, ma non andò mai nello spazio.

## Biografia

### Studi
Nato a Melbourne, la sua famiglia si trasferì a Sydney dove frequentò la High School di Parramatta. Nel 1956 conseguì il titolo di bachelor in fisica e matematica pressò l'Università di Sydney seguito nel 1964 dal master in aeronautica ed astronautica nonché dalla laurea di scienza di strumentizzazione, conseguito nel 1967 presso il famoso Massachusetts Institute of Technology.

### Carriera
Chapman prestò servizio militare presso la Royal Australian Air Force negli anni dal 1953 al 1955. Imparò a volare su di un aereo Tiger Moth durante questo periodo di servizio.
Dal 1956 al 1957 lavorò per la Philips Electronics Industries Proprietary Limited a Sydney in Australia. Successivamente rimase per ben 15 mesi nella zona dell'Antartide nell'ambito delle spedizioni di ricerca australiane, ossia del programma Australian National Antarctic Research Expeditions (ANARE), eseguite per l'International Geophysical Year (IGY). Svolse l'incarico di radiofisico. Questo lavoro richiese che dovette spendere la maggior parte dell'inverno in una sperduta stazione distaccata accompagnato da una sola ulteriore persona.
Dal 1960 al 1961 fu ingegnere per strumenti ottici elettronici in simulatori di volo della
Canadian Aviation Electronics Limited di Dorval in Quebec. Il suo incarico successivo fu di fisico presso il Massachusetts Institute of Technology, dove collaborò nuovamente nella ricerca di strumenti ottici elettronici, sistemi interni e per la teoria della forza di gravità fino all'estate del 1967.
Dopo aver acquisito la cittadinanza statunitense, fu selezionato come scienziato-astronauta dalla NASA ad agosto del 1967. Partecipò all'addestramento da astronauta, comprendente il pilotaggio di aerei jet dellaU.S. Air Force ed assunse il ruolo di scienziato della missione (uno degli incarichi facenti parte dell'equipaggio di supporto) per la missione dell'Apollo 14. Anche durante l'Apollo 16 fece parte dell'equipaggio di supporto. Lasciò il programma verso la fine del programma Apollo a luglio del 1972, in particolare poiché non concordava assolutamente con la decisione di costruire e sviluppare il programma per lo Space Shuttle.
Dopo aver lavorato durante i successivi cinque anni nell'ambito della ricerca per la propulsione laser presso il Avco Everett Research Laboratory, si trasferì alla ditta Arthur D. Little, Inc. di Cambridge in Massachusetts per poter collaborare con il dott. Peter Glaser, l'inventore del satellite artificiale alimentato dall'energia solare solar power satellite (SPS). Chapman assunse un ruolo attivo nel programma del dipartimento dell'energia della NASA (NASA/DOE) relativo all'elaborazione di un concetto e la relativa valutazione del SPS, programma chiamato Concept Development and Evaluation Program (CDEP). Tale impegno iniziò verso la fine degli anni settanta fino durante i primi anni ottanta. Terminato tale programma ha contribuito in maniera decisiva alla ricerca e alla formazione di letteratura relativa al guadagno di energia da fonti dello spazio.
Verso la metà degli anni ottanta, il dott. Chapman iniziò sempre più a dedicarsi allo sfruttamento commerciale dei programmi spaziali, collaborando alla fondazione di società private che sviluppano prodotti e servizi sia per l'uso nello spazio come pure commerciabili su questo pianeta. Fu presidente della L5 Society (ora conosciuta con il nome di National Space Society) durante la campagna contro il Senato americano inteso a ratificare il cosiddetto Moon Treaty, un documento con il quale si concordava di escludere qualsiasi attività commerciale sulla Luna. La campagna fu coronata da successo e il protocollo d'intesa rimase nei cassetti del Senato americano.
Chapman fu membro di un apposito consiglio di cittadini per la politica spaziale il Citizen's Advisory Council on National Space Policy, cioè un organo di consulenza politica nominato per coinvolgere l'opinione dei cittadini americani nelle scelte per una futura politica di programmi e voli nello spazio. Tale organo ha già più volte influito su precedenti decisioni di Presidenti degli Stati Uniti d'America. Particolarmente viene sottolineato che fu proprio una dichiarazione di questo organo a convincere il presidente Reagan che poteva essere tecnicamente fattibile intercettare missili intercontinentali in volo. Gli oppositori della cosiddetta Strategic Defense Initiative (SDI) pensarono che si trattase di semplice fantascienza, chiamando il progetto ironicamente "Star Wars". In retrospettiva particolarmente da parte di chi fu a favore del progetto viene spesso dichiarato che fu proprio l'SDI il fattore maggiore che costrinse il leader dell'Unione Sovietica Michail Gorbačëv a riorganizzare completamente l'economia sovietica, che fu il primo passo che causò la fine del comunismo e della guerra fredda.
Nel 1989, Chapman diresse una spedizione finanziata con fondi privati da Città del Capo verso Enderby Land, in Antartide onde acquisire delle informazioni relative alle risorse minerali ivi presenti (petrolio) prima che con l'entrata in vigore del cosiddetto protocollo di Madrid (Protocol on Environmental Protection to the Antarctic Treaty) relativo alla zona Antartica dichiarasse tali spedizioni illegali.
Dal 1989 al 1994 fu presidente della Echo Canyon Software di Boston, la ditta produttrice del primo programma visuale per l'utilizzo di Windows, prima che la Microsoft introducesse il Visual Basic.
Nel 1998  divenne scienziato capo della Rotary Rocket (di San Mateo in California). Si tratta della ditta costruttrice del Roton, un riutilizzabile veicolo di lancio per voli umani nello spazio già testato in primi voli nell'atmosfera terrestre.
Nel 2004 il dott. Chapman presentò due memorie al 55º Congresso Astronautico Internazionale svoltosi a Vancouver in Canada. Il primo documento si riferisce allo sviluppo ed al miglioramento del sopradescritto SPS, mentre il secondo con il titolo "Power from Space and the Hydrogen Economy," discute sulle eventuali possibilità derivanti dallo sfruttamento per l'uso economico di vastissimi riserve di metano-idrato sotto i ghiacci dell'Antartide ed in parte sotto la terraferma. Chapman definì letteralmente tali riserve talmente vaste da considerarle in grado di coprire tutte le necessità di energia in tutto il mondo per parecchia migliaia di anni (all world energy needs for many thousands of years).
Chapman fu capo scienziato della Transformational Space Corporation. Grazie ad un contratto con la NASA che ha portato alla società 6 milioni di dollari, la stessa ha sviluppato un piano per la Stazione spaziale internazionale (ISS) atto a garantire il supporto della stazione stessa a partire dal 2010, quando gli Space Shuttle furono ritirati da questo incarico, facendo uso esclusivo del supporto organizzato da ditte private.

## Pubblicazioni
- "Space Beyond The Cold War" SpaceDaily.com 30 maggio 2003 (inglese)
- [collegamento interrotto] "Power from Space and the Hydrogen Economy," 55th International Astronautical Congress, Vancouver CANADA, October 4-8, 2004.
- "The Failure of NASA: And A Way Out" May 30, 2003, Space Daily